# Наём жилого помещения
Наём жило́го помеще́ния — один из видов арендных отношений. При найме жилых помещений, находящихся в частной собственности, одна из сторон в лице собственника жилого помещения или его представителя (наймодатель) обязуется предоставить другой стороне (нанимателю) жилое помещение по договору найма за плату во владение и пользование для проживания в нем. В государственном и муниципальном жилищном фонде социального использования жилые помещения предоставляются гражданам по договору социального найма жилого помещения. Правовые аспекты, возникающие при найме жилых помещений, регламентируются в России гл. 35 Гражданского кодекса РФ, в Республике Беларусь гл. 8 ЖК РБ, на Украине — гл. 59 ГКУ.

## Особенности договорных отношений при найме
1. В связи с тем, что нанимателем по договору найма жилого помещения может быть только гражданин[1], такой договор может быть заключен между собственником (или его представителем) и физическим лицом.
2. Юридическим лицам жилое помещение также может быть предоставлено во владение и (или) пользование. В этом случае помещение предоставляется на основе договора аренды или иного договора[2]. Стороны в таком договоре будут именоваться арендодателем и арендатором. Отметим, что юридическое лицо может использовать жилое помещение только для проживания граждан.
3. Закон разрешает нанимателю жилого помещения (независимо от формы собственности) с согласия наймодателя передать на срок часть или все нанятое им помещение в пользование другому лицу. Подобная процедура называется поднаймом, если помещение передается гражданину, то есть физическому лицу. При этом отношения будут оформляться договором поднайма с поднанимателем. Отметим, что поднаниматель не приобретает самостоятельного права пользования жилым помещением. Ответственным перед наймодателем по договору найма жилого помещения остается наниматель.
4. В случае, когда наниматель (арендатор) жилого помещения с согласия наймодателя, передает на срок часть или все нанятое (арендаванное) им помещение в пользование другому юридическому лицу, имеет место субаренда жилого помещения и, соответственно оформляется договор субаренды.

Муниципалитет наделен правом предоставления гражданам жилых помещений муниципального жилищного фонда по договорам найма жилых помещений жилищного фонда социального использования на основании пункта 14 статьи 16.1 Федеральный закон от 06.10.2003 N 131-ФЗ «Об общих принципах организации местного самоуправления в Российской Федерации» в соответствии с главой 8.2 Жилищного кодекса РФ.

## Виды договора найма
В российском законодательстве выделяется три вида договора найма жилого помещения:
1. Договор социального найма — по данному виду договора передается в наём жилое помещение в государственном или муниципальном фонде социального пользования (статья 60 Жилищного Кодекса РФ, статья 672 Гражданского кодекса РФ).
2. Договор специализированного найма — по данному виду договора передается в наём специализированное жилое помещение (к таковым можно отнести служебные жилые помещения, общежития и другие; статья 100 Жилищного Кодекса РФ). Действует Постановление Правительства РФ от 26 января 2006 г. № 42, устанавливающее перечень жилых помещений, относящихся к договору специализированного найма, а именно:
  • типовой договор найма жилого помещения фонда для временного поселения вынужденных переселенцев;
  • типовой договор найма жилого помещения фонда для временного поселения лиц, признанных беженцами;
  • типовой договор найма жилого помещения маневренного фонда;
  • типовой договор найма служебного жилого помещения;
  • типовой договор найма жилого помещения в общежитии.
3. Договор коммерческого найма — по данному виду договора наймодатель выступает в качестве предпринимателя, то есть преследует цель извлечения прибыли[5].
4. Договор найма жилого помещения жилищного фонда социального использования (договор некоммерческого найма).

## Сущность и содержание договора найма
Данный договор является консенсуальным, двустороннеобязывающим, как правило, возмездным (исключение могут составлять договоры социального найма), как правило, срочным.
Договор найма жилого помещения заключается в письменной форме.
Типовой договор найма жилья предполагает достижения согласия по всем существенным условиям договора (объект, срок, цена). Остальные условия не относятся к существенным и включаются в договор по заявлению одной из сторон. 
Объектом договора может являться изолированное жилое помещение, пригодное для постоянного проживания (квартира, жилой дом, часть квартиры или жилого дома). Пригодность помещения к проживанию определяется жилищным законодательством, Жилищным Кодексом РФ в частности (статья 15 Жилищного Кодекса РФ).

### Предмет договора
Цель соглашения о найме — обеспечение передачи жилого помещения по указанному адресу во временное пользование. В данном разделе даются характеристики объекта найма и состояние санитарно-технического оборудования.

## Разделы договора
- предмет договора;
- права и обязанности сторон;
- порядок расчетов;
- срок и условия действия договора;
- порядок расторжения договора;
- дополнительные условия, адреса;
- паспортные данные, подписи сторон.

К договору найма прилагаются:
- платежная ведомость или расписка о передаче оговоренной денежной суммы;
- акт приема-передачи объекта договора;
- опись имущества;
- дополнительное соглашение (если понадобится).

Важный пункт — ссылка на документ, подтверждающий право собственности наймодателя. В интересах нанимателя проверить наличие свидетельства о праве собственности, которое подтверждают договор приватизации, купли-продажи, дарения, завещание.
Именно собственник имеет право сдавать жилплощадь. Если у собственника недвижимого имущества отсутствует возможность непосредственно лично заключить договор или в иных ситуациях, то от его имени и в его интересах вправе заключить договор иное лицо, которое уполномочено доверенностью.
Если сдаваемое внаём помещение состоит в долевой собственности, необходимо, чтобы все они поставили подписи под договором найма. Когда их присутствие нельзя обеспечить, при заключении договора представляется нотариально оформленное согласие всех сособственников на сдачу помещения внаём.
Наниматель должен понимать, что если жилище ему сдает не уполномоченное на это лицо, то договор найма не может быть исполнен и занятие помещения незаконно.
Помимо подтверждения права собственности, наймодатель должен гарантировать, что до заключения соглашения объект никому не был продан, передан, заложен, обременён другими договорами найма, в споре или под арестом не состоит, а также не отягощён другими обязательствами по отношению к третьим лицам.
Если совместно с нанимателем в жилом помещении будут проживать третьи лица, то сведения о них необходимо также вписать в договор.

### Права и обязанности сторон
Согласно этому разделу наниматель обязуется своевременно вносить плату за пользование помещением (необходимо указать пени за каждый день просрочки платежа), использовать объект по назначению, обеспечивать сохранность помещения и находящегося в нём имущества. Если произошло повреждение помещения по вине нанимателя, то он должен устранить его за свой счёт. Кроме того, временный жилец не имеет права производить перепланировку жилья, не получив на это разрешение наймодателя. Запрещается сдача объекта в поднаем без предварительного письменного согласия собственника жилплощади. По истечении срока договора наниматель обязуется освободить объект и вернуть имущество наймодателю в исправном состоянии с учетом естественного износа.

## Осмотр объекта
Осмотр объекта может происходить в присутствии агента, арендодателя и арендатора.
Прежде чем снять квартиру, её необходимо тщательно осмотреть, а затем совместно с представителем агентства необходимо тщательно проверить документы собственника квартиры, подтверждающие право собственности в отношении объекта.

## Подписание договора найма
При найме квартиры заключается двусторонний договор найма между наймодателем (арендодателем) и нанимателем (арендатором).
Договор найма составляется и подписывается в двух экземплярах, один из которых остается у нанимателя, второй — у наймодателя.

## Спрос на арендуемое жилье в России
Согласно опросам, в настоящее время 9% опрошенных являются арендаторами жилья. По прогнозам специалистов, в ближайшие 1-3 года спрос на арендное жилье будет сохраняться также на уровне 8-10%. Из тех, кто арендует жилье в настоящее время, большинство - молодежь в возрасте 18-24 года (22%), меньше всего среди арендаторов населения в возрасте 45-54 лет (2%) и пенсионеров (3%). При этом приоритет россиянами отдается частному рынку аренды. Так, каждый десятый (9%) предпочитает арендовать жилье у частного лица, а 3%, наоборот, у юридического. Для большинства россиян вопрос аренды жилья неактуален: 75% ни при каких условиях не готовы жить в съемном жилье.